# Thayne
Thayne és una població dels Estats Units a l'estat de Wyoming. Segons el cens del 2000 tenia 341 habitants.

## Demografia
Segons el cens del 2000, Thayne tenia 341 habitants, 118 habitatges, i 86 famílies. La densitat de població era de 180,4 habitants/km².
Dels 118 habitatges en un 48,3% hi vivien nens de menys de 18 anys, en un 60,2% hi vivien parelles casades, en un 10,2% dones solteres, i en un 26,3% no eren unitats familiars. En el 19,5% dels habitatges hi vivien persones soles el 6,8% de les quals corresponia a persones de 65 anys o més que vivien soles. El nombre mitjà de persones vivint en cada habitatge era de 2,89 i el nombre mitjà de persones que vivien en cada família era de 3,31.
Per edats la població es repartia de la següent manera: un 35,8% tenia menys de 18 anys, un 12% entre 18 i 24, un 25,8% entre 25 i 44, un 16,4% de 45 a 60 i un 10% 65 anys o més.
L'edat mediana era de 26 anys. Per cada 100 dones de 18 o més anys hi havia 99,1 homes.
La renda mediana per habitatge era de 31.875 $ i la renda mediana per família de 30.250 $. Els homes tenien una renda mediana de 31.406 $ mentre que les dones 15.375 $. La renda per capita de la població era de 10.248 $. Entorn del 24,7% de les famílies i el 27,4% de la població estaven per davall del llindar de pobresa.

## Poblacions més properes
El següent diagrama mostra les poblacions més properes.